# Iglesia Escuela de Cristo

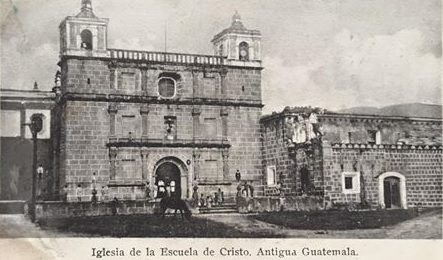
Iglesia Escuela de Cristo en la década de 1890.

La Iglesia Escuela de Cristo está localizada en la ciudad de Antigua Guatemala. El templo fue fundado en la ermita de la Vera Cruz en 1664 y desde 1689 era conocido como la Congregación de San Felipe de Neri. Debido a los terremotos de San Miguel de 1717 la construcción resultó dañada, siendo finalizada su reconstrucción en 1730 bajo la dirección del Arquitecto Mayor Diego de Porres. Tras el terremoto de Santa Marta en 1773, la iglesia se trasladó a las instalaciones de la parroquia de Nuestra Señora de los Remedios, cuando esta se trasladó a la Nueva Guatemala de la Asunción. Su fachada ostenta una arquitectura renacentista y es fabricada de piedra, como la iglesia de las Capuchinas, característica que las diferencia de los demás templos de la localidad. La iglesia se encuentra en el extremo suroeste de La Antigua Guatemala a ocho cuadras del Parque Central, en dirección a la población de Santa María de Jesús sobre la Calle de los Pasos, que es la calle donde se encuentran las capillas que corresponden a los pasos del Vía Crucis que instalaron los franciscanos y en los cuales se realizaban ritos religiosos durante la Semana Santa.   La Iglesia de la Escuela de Cristo difiere del resto de construcciones de la ciudad colonial: no se utilizó estuco para cubrir la obra y su diseño es bastante simétrico y sencillo; solamente los campanarios son de color blanco. Se mantiene a la fecha en buen estado y la iglesia está abierta al público.

## Historia
| «La arquitectura guatemalteca reserva sus recursos decorativos para las fachadas, en las cuales el mortero de mezcla enjalbegada y enlucida de yeso y estuco coloreado crea un frente de gran visualidad. En Antigua sólo dos iglesias, la de la Escuela de Cristo y las Capuchinas, son de piedra. La ductibilidad de la argamasa es la que hace que resulte difícil datar exactamente la fábrica de un edificio cuya estructura anterior ha sido recubierta con enmascaramiento o “maquillaje” del artífice que renueva un edificio después de haber sufrido éste daños por causa de un terremoto.» —Tomado de Bonett (2002). Ciudad y arquitectura en Guatemala. Siglos XVI, XVII y XVIII. Madrid: Sociedad Estatal para la Acción Cultural Exterior. |

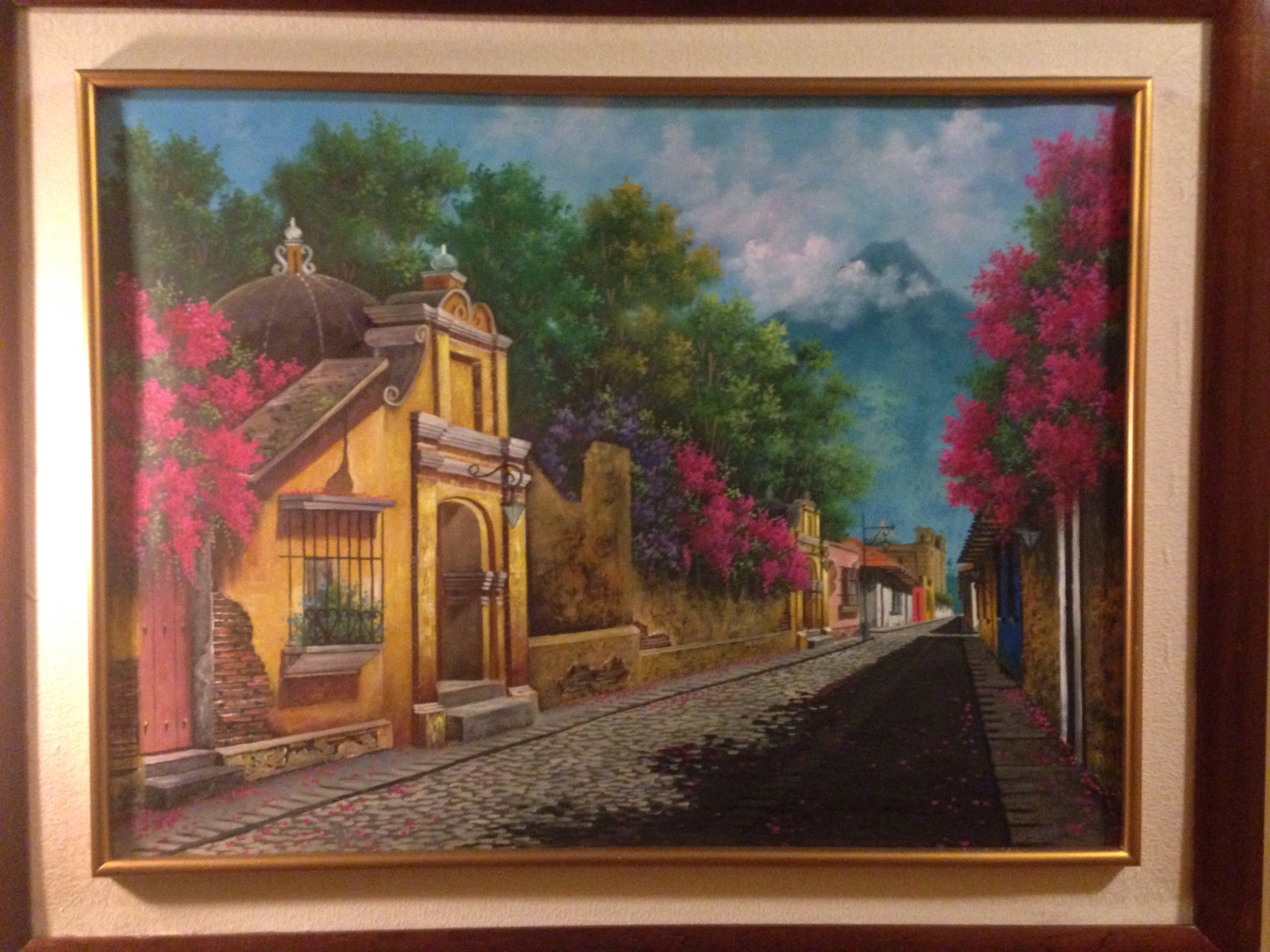
Calle de los Pasos en Antigua Guatemala; al fondo la Iglesia de la Escuela de Cristo.

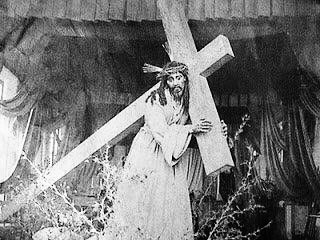
Imagen de Jesús Nazareno de las Tres Potencias, de la Parroquia Vieja de la Santa Cruz en la Ciudad de Guatemala. Originalmente había pertenecido a la Iglesia de la Escuela de Cristo en Antigua Guatemala, donde era conocido como el «Jesús Nazareno de los Nobles.»

La ermita franciscana de la Vera Cruz acogió en 1664 un proyecto del padre Bernardino de Obregón y Obando, quien fundó en dicho espacio la iglesia habitualmente llamada Escuela de Cristo. El papa Inocencio XI la instituyó canónicamente mediante la bula del 25 de mayo de 1683.  En este lugar, estrechamente vinculado a la obra de Pedro de San José de Betancur, fue el lugar elegido para velar sus restos ante el limitado espacio de la cercana sala de la enfermería de la Casa de Belén.  A partir de 1689, la ermita se convirtió en Congregación de San Felipe Neri, lo cual fue confirmado por el papa Clemente XI en 1704. 
En esta iglesia se encontraba originalmente el Jesús Nazareno de las Tres Potencia, imagen obra de Alonso de La Paz y Toledo, quien la buriló en 1667; La Paz y Toledo no encarnaba sus obras por lo que la encarnación de dicha imagen estuvo a cargo del maestro dorador Joseph Mazariegos. En 1737 se fundó la «Cofradía de la Santa Pasión» y dieron inicio cortejos procesionales, los cuales se verificaban el Domingo de Ramos; estas procesiones eran organizadas por caballeros de la alta sociedad, razón por la cual la imagen del Nazareno de la Escuela de Cristo también era conocida como «Jesús Nazareno de Los Nobles».

### Terremotos de San Miguel
Interrumpiendo una importante labor misional, los terremotos de 1717 resquebrajaron el templo y la casa conventual..  Los terremotos de San Miguel dañaron la ciudad considerablemente, al punto que el Real Palacio sufrió daños en algunos cuartos y paredes y también hubo un abandono parcial de la ciudad, escasez de alimentos, falta de mano de obra y muchos daños en las construcciones de la ciudad; además de numerosos muertos y heridos. Estos terremotos hicieron pensar a las autoridades en trasladar la ciudad a un nuevo asentamiento menos propenso a la actividad sísmica; los vecinos de la ciudad se opusieron rotundamente al traslado, e incluso tomaron el Real Palacio en protesta al mismo.  Al final, la ciudad no se movió de ubicación, pero el número de elementos en el Batallón de Dragones para resguardar el orden fue incrementado considerablemente. El propio capitán general Francisco Rodríguez de Rivas -que gobernó de 1717 a 1724- donó de sus propios fondos para reconstruir el oratorio de San Felipe Neri y la parroquia de El Calvario.  Gracias a la contribución del Capitán General, los edificios del Oratorio de San Felipe Neri quedaron reedificados en 1730..

### Terremotos de Santa Marta
En 1776, la capital fue trasladada a la ciudad de Nueva Guatemala de la Asunción luego que los terremotos de Santa Marta de 1773 arruinaran la ciudad de Santiago de los Caballeros de Guatemala por tercera ocasión en el mismo siglo y las autoridades civiles utilizaran eso como excusa para debilitar a las autoridades eclesiásticas —siguiendo las recomendaciones de las Reformas Borbónicas emprendidas por la corona española en la segunda mitad del siglo xviii— obligando a las órdenes regulares a trasladarse de sus majestuosos conventos a frágiles estructuras temporales en la nueva ciudad.
Tras la ruina de la ciudad de Santiago de los Caballeros por los Terremotos de Santa Marta en 1773, el templo parroquial quedó inutilizado y los bienes de la Escuela de Cristo fueron trasladados al templo parroquial de Nuestra Señora de los Remedios.
En cuanto a la imagen del Jesús Nazareno de las Tres Potencias, la misma fue trasladada a la Nueva Guatemala de la Asunción, siendo llevada al nuevo templo de La Escuela de Cristo, que se encontraba en la moderna parcela de la 4.a avenida y 7.ª calle del Centro Histórico de la Ciudad de Guatemala en 1779. Cuando el nuevo templo quedó establecido, de inmediato se inició la procesión que quedó fijada para la mañana del Jueves Santo.

### Tras el traslado de la orden filipense

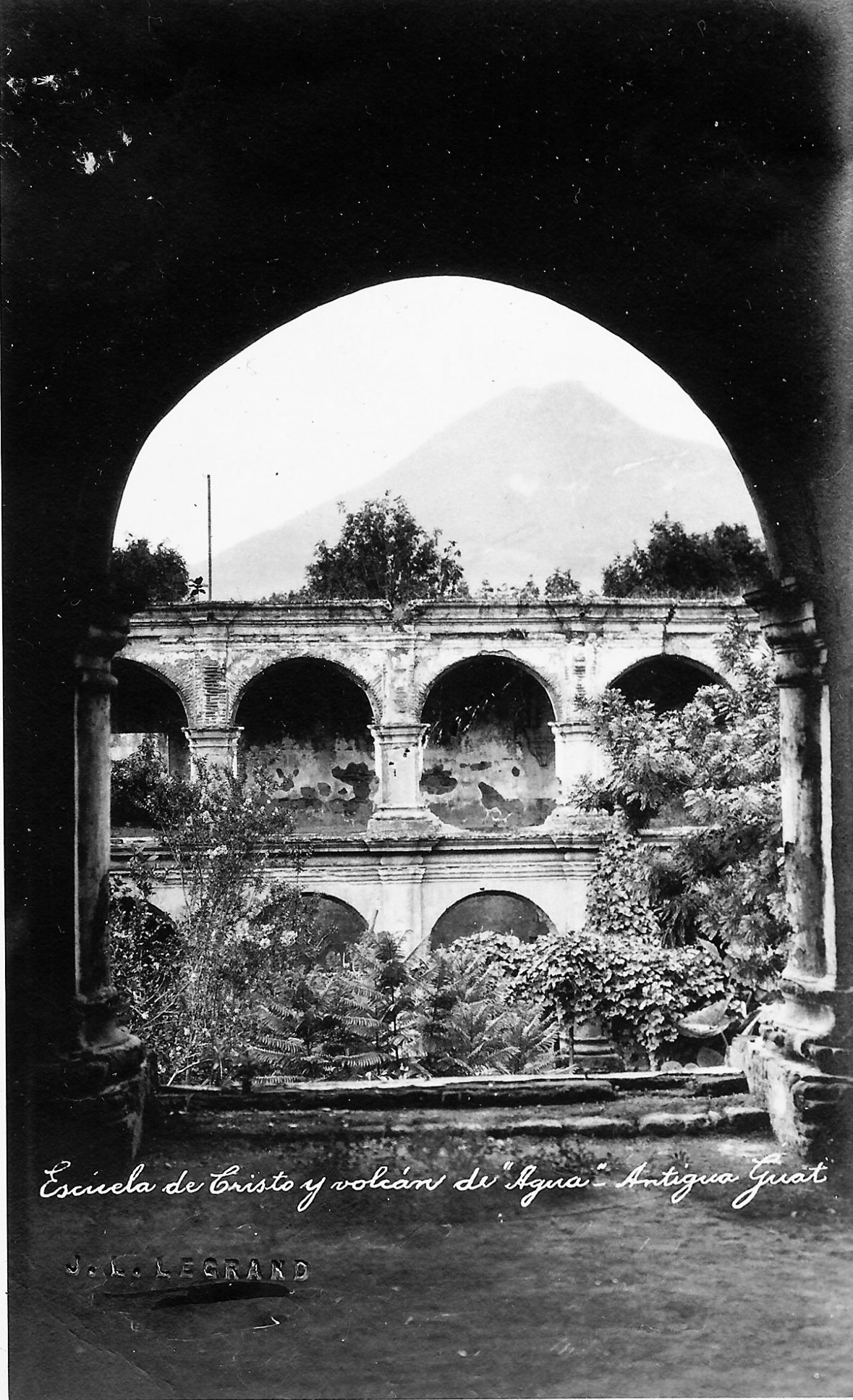
Convento de la Escuela de Cristo en 1925.

La ciudad de Santiago empezó a llamarse la «arruinada Guatemala», «Santiago de Guatemala antiguo» y la «antigua ciudad».  Fue abandonada por todas las autoridades reales y municipales, y en 1784 por las dos últimas parroquias: Candelaria y Nuestra Señora de los Remedios, quedándose también sin autoridades eclesiásticas.  Pocos años después el arzobispo Cayetano Francos y Monroy autorizó el funcionamiento de tres parroquias interinas que llevaron el nombre de sus antecesoras: «San Sebastián», «Candelaria» y «Los Remedios», en donde se guardó la mayor cantidad de obras de arte religioso que permaneció en la antigua Guatemala.  «Los Remedios» funcionó desde entonces en el antiguo templo de la Escuela de Cristo; el 4 de agosto de 1786 Antigua Guatemala fue declarada villa por real cédula y en 1788 el alcalde mayor de Sacatepéquez pidió autorización para retornar a la Antigua Guatemala.  Para 1799 se nombraron dos alcaldes ordinarios y un síndico.  La villa ya no era la esplendorosa ciudad que fue, pero el nuevo ayuntamiento logró que Antigua Guatemala resurgiera durante el siglo xix. Tras la independencia de 1821 recuperó la categoría de ciudad y fue nombrada como cabecera del departamento de Sacatepéquez.
En 1804, el arzobispo Peñalver y Cárdenas decidió crear la parroquia de El Señor San José en Antigua Guatemala, la cual incorporó a tres parroquias provisionales que funcionaban en las antiguas iglesias de Candelaria, San Sebastián y Los Remedios.  Los bienes de La Candelaria fueron trasladados al edificio de la antigua Universidad de San Carlos Borromeo, y la iglesia abandonada, mientras que «San Sebastián» y «Los Remedios» siguieron funcionando como parroquias auxiliares.

### Terremoto del 3 de septiembre de 1874

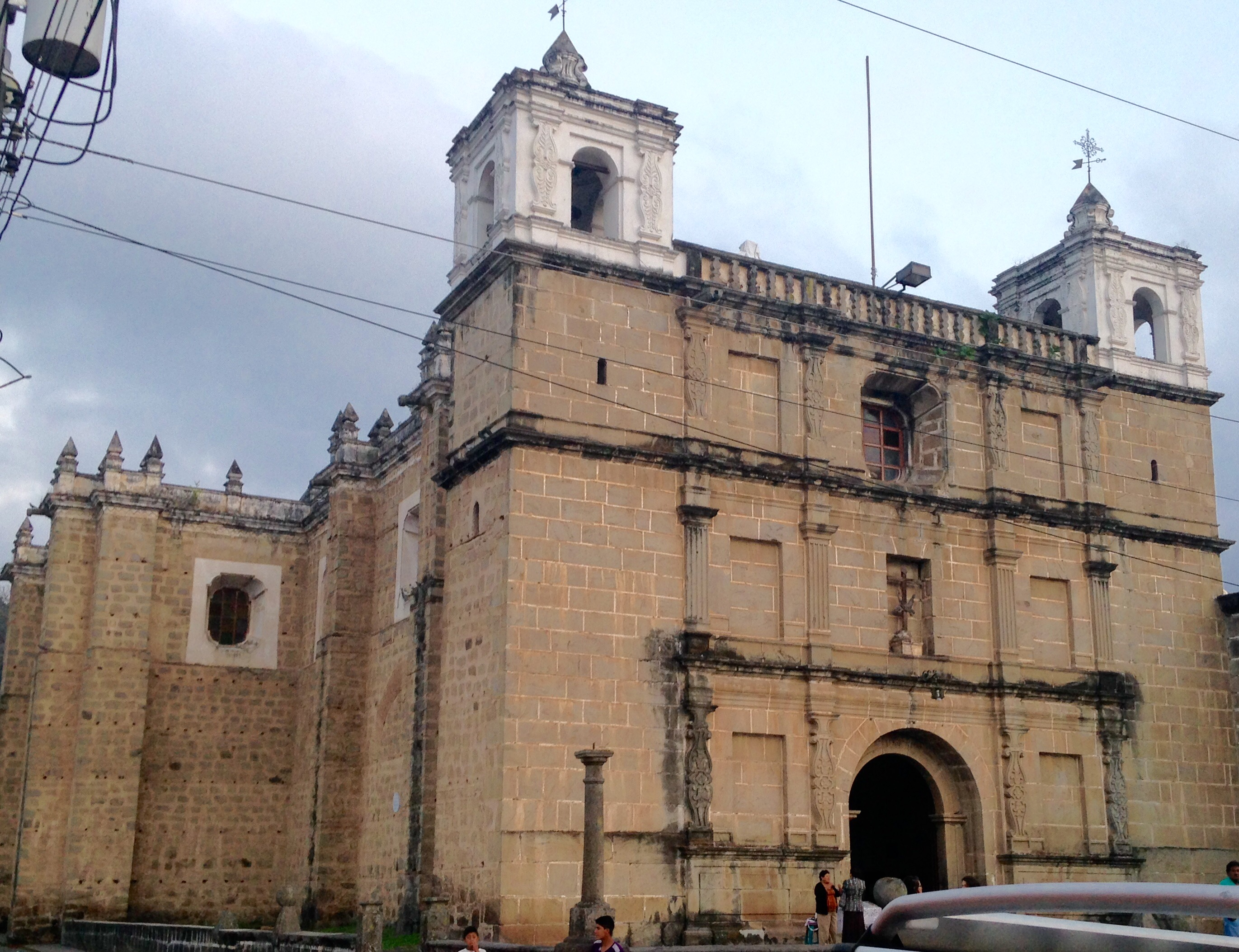
Iglesia de la Escuela de Cristo en diciembre de 2015.

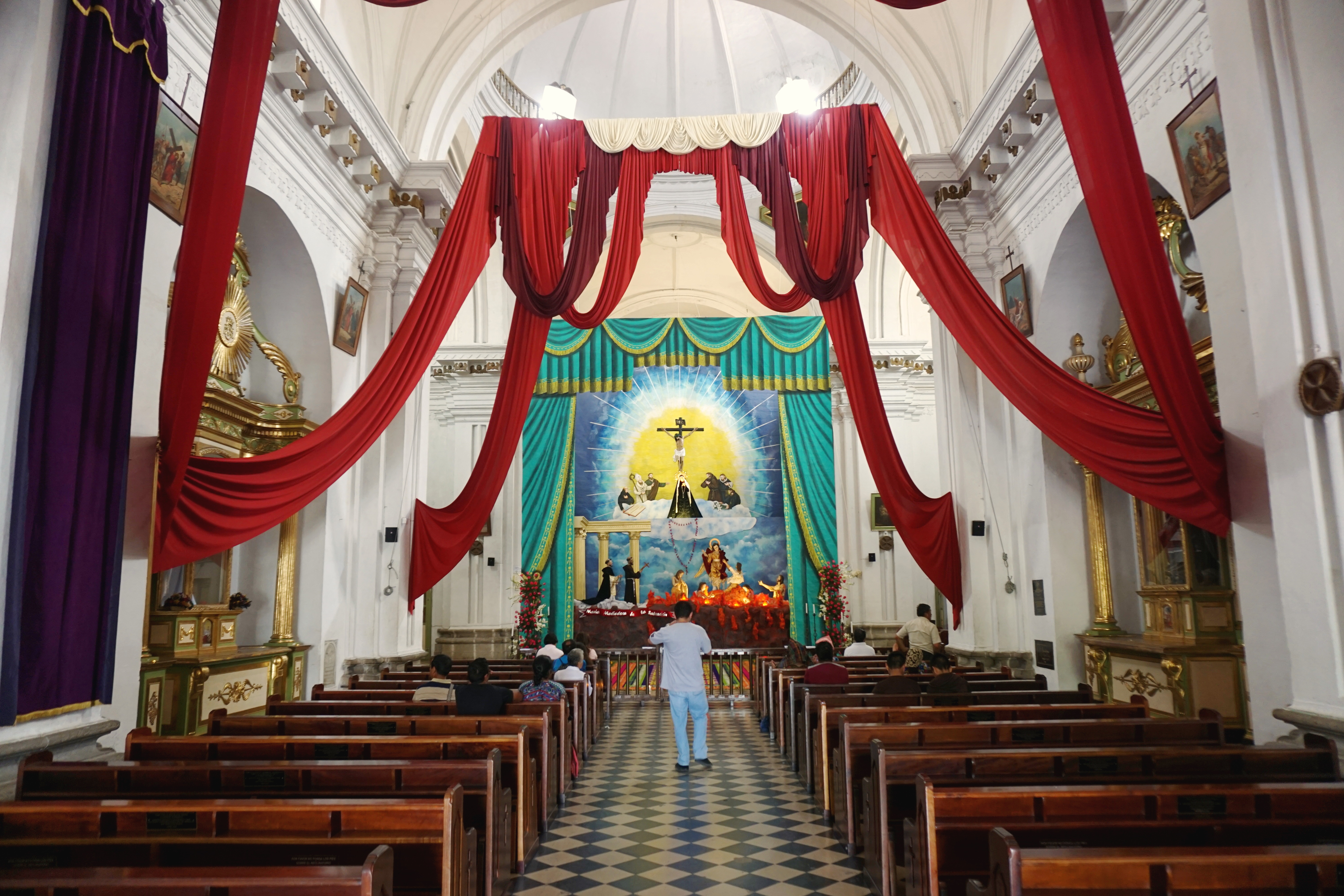
Decoración en la Escuela de Cristo durante la Semana Santa 2016.

De acuerdo al periódico estadounidense The New York Times, el terremoto de Guatemala del 3 de septiembre de 1874 fue el más devastador de los que se registraron en ese año en todo el mundo. No solamente se destruyó completamente el pueblo de Parramos,
 sino que bandas de forajidos armados con cuchillos y otras armas punzocortantes intentaron asaltar a los damnificados y robarles lo poco que les quedaba; afortunadamente, las bandas fueron capturadas por la policía del gobierno del general Justo Rufino Barrios y ejecutadas sumariamente.
Un testigo relató que el terremoto se sintió como una combinación de una larga serie de movimientos verticales y horizontales que hacían que pareciera que el suelo se movía en forma de olas y que se elevaba hasta un pie de alto por encima de su nivel normal. Otro testigo indicó que el pueblo de San Miguel Dueñas quedó totalmente destruido, y quienes lograron sobrevivir salieron huyendo buscando áreas más seguras.  En total, hubo US$300,000 en pérdidas; los poblados afectados aparte de Antigua Guatemala, Dueñas, Parramos y Patzicía, fueron Jocotenango, San Pedro Sacatepéquez, Ciudad Vieja y Amatitlán.
La iglesia de la Escuela de Cristo fue afectada por el sismo, pero continuó en funcionamiento.

### Destino del templo de la orden filipense en la Nueva Guatemala

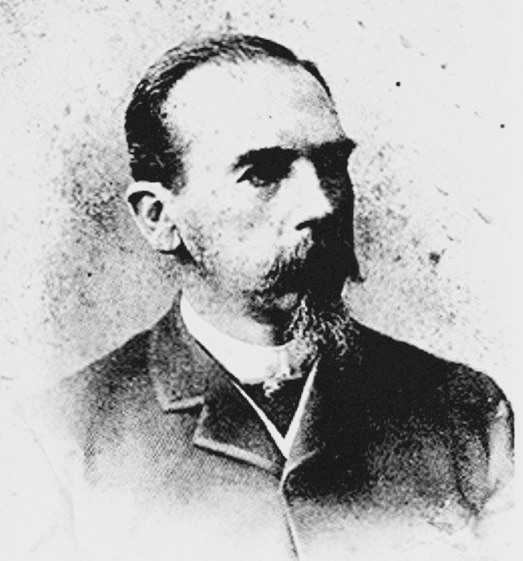
Licenciado Francisco Lainfiesta, ministro del gobierno de Justo Rufino Barrios y quien recibió en usufructo el complejo arquitectónico de la Escuela de Cristo en la Nueva Guatemala de la Asunción luego de la expulsión de la orden filipense en 1872.

En 1884, el gobierno de Barrios quiso acercarse a la Iglesia Católica para aprovechar el influjo de ésta a su favor para su meta de conseguir la unión centroamericana; de esta forma, el Concordato de Guatemala de 1884 fue firmado el 2 de julio de 1884 por el Cardenal Jacobini en representación de la Santa Sede y por el gobierno liberal de Barrios el padre Ángel Maria Arroyo. Sin embargo, tras morir Barrios en 1885, el gobierno de su sucesor, el general Manuel Lisandro Barillas, nunca llegó a ratificar este Concordato que, por lo tanto, nunca entró en vigencia.  El concordato fue elaborado por el gobierno de Barrios para propiciar un aparente alivio y disminución de la persecución en contra de la iglesia, ya que habría permitido a los clérigos actuar con más libertad e incluso recibir una pensión del gobierno.
Amparados por lo que consideraban un inminente tratado, los sacerdotes seculares iniciaron actividades litúrgicas en el Oratorio de San Felipe Rómulo Neri en la Nueva Guatemala de la Asunción , el cual había sido expropiado en 1872 y adjudicado en usufructo al licenciado Francisco Lainfiesta, ministro de Gobierno de Barrios y propietario de la tipografía «El Progreso» que había sido instalada en el edificio en construcción de la casa conventual. Pero el 4 de agosto de 1884, Lainfiesta dio órdenes de desmantelar el techo de la iglesia mientras oficiaba misa el presbítero Alberto Rubio y Piloña -sacerdote secular que por ese entonces rector del Colegio San José de los Infantes- y los miembros de la orden filipense comprendieron que nunca recobrarían sus antiguas propiedades. Los sacerdotes trasladaron temporalmente las imágenes y otros enseres a la iglesia de Santa Catalina, de donde salieron en procesión extraordinaria en horas de la tarde el 28 de septiembre de 1884 hacia la Catedral metropolitana, y luego a su destino final, la antigua «Parroquia Vieja». Al frente de la procesión eran portadas las principales imágenes de la Escuela de Cristo: San Felipe Rómulo Neri, el Jesús Nazareno de las Tres Potencias y la Virgen de Dolores a quienes se les unió la reliquia que sería la titular del templo, la Santa Cruz del Milagro que se encontraba en depósito en la Iglesia de San José. Poco tiempo después, Lainfiesta terminó de desmantelar el resto de la iglesia.
La imagen de Jesús Nazareno de las Tres Potencias -o Jesús Nazareno de las Tres Potencias- empezó a salir en procesión en 1896, y luego tuvo su propia hermandad en 1924, luego de que la cofradía original hubiera sido extinguida en 1876 por el gobierno liberal de Barrios.  En el siglo xxi es una de las procesiones más tradicionales de la Semana Santa en Ciudad de Guatemala; por su parte, en el antiguo templo funciona un seminario franciscano y la sede de la Sociedad de la Hermandad del Señor Sepultado.

### Historia de la Consagrada Imagen  del Señor Sepultado y Su Cortejo Procesional  de Viernes  Santo
Originalmente, se pensaba que la imagen del Señor Sepultado, correspondía a finales del siglo XVII y que se mencionaba por primera vez en un inventario del año 1731, habiendo sido una imagen de Jesús Crucificado, que estuvo en convento del Oratorio de la Escuela de Cristo como «Cristo de la preciosa Sangre».  Se pensaba también que a principios de 1793, se había fundado una cofradía con la advocación de la Preciosísima Sangre Cristo y que la aprobación eclesiástica fue otorgada el 11 de marzo de 1793, convirtiendo entonces a la imagen en Cristo Yacente en la primera mitad del siglo XIX.
Investigaciones posteriores determinaron que en 1817, Bernardo Arana vendió tres imágenes a la parroquia de Los Remedios de la Antigua; las tres obras eran un Santo Sepulcro en urna de cristal, una Virgen de la Soledad y un San Juan. El 13 de enero de 1817, Arana solicitó al vicario provincial que le ordenara al padre José Antonio Taboada que le pagara las esculturas, pero Taboada se negó a cancelar aduciendo que prefería prescindir de las imágenes antes que pagar por ellas. El problema se mantuvo sin resolver hasta el 2 de marzo de 1821, cuando el arzobispo Ramón Casaus y Torres certificó la propiedad de las esculturas al señor Arana y ordenó que se le devolvieran inmediatamente.  Arana viajó a Antigua Guatemala para reclamar sus bienes.  Cuando llegó a la iglesia de Los Remedios, se comunicó con el cura encargado, Hermenegildo Morales, y acordaron que las esculturas permanecerían en la iglesia a cambio de ciento veinte pesos, que fueron recaudados por los fieles.  La imagen del Santo Sepulcro tiene la peculiaridad de poseer goznes en los hombros, cadera y cuello, posibilitando las ceremonias de crucifixión y del descendimiento. El 10 de enero de 1868 se emitió el Reglamento de la Sociedad del Señor Sepultado de la parroquia de los Remedios de la Antigua Guatemala, y desde entonces ha salido en procesión cada Viernes Santo.
Se consagró  en solemne acto el 9 de diciembre  de 1979.